# Двуреченский, Кирилл Петрович
Кирилл Петрович Двуреченский (род. 14 февраля 1969, Липецк) — советский и российский хоккеист, нападающий. Мастер спорта России. Хоккейный тренер, функционер, агент.

## Биография
Воспитанник липецкого хоккея. Выступал за команды «Трактор» / «Русский вариант» / «Липецк» (1987/88, 1990/91 — 1993/94, 1994/95, 2004/05, 2010/11), СКА Хабаровск (1988/89 — 1989/90), «Нефтехимик» (1993/94 — 1994/95), «Кристалл» Саратов (1994/95 — 1996/97, 2001/02 — 2003/04), «Северсталь» (1997/98 — 1998/99), «Торпедо» Ярославль (1999/2000), «Сибирь» (1999/2000 — 2000/01), «Энергия» Кемерово (20033/04), «Белгород» (2005/06), «Витебск» (2006/07 — 2007/08), Брест (обе — Беларусь, 2008/09 — 2009/10), «Белгород» (2010/11), «Брянск» (2011/12).
Тренер в «Липецке» (2012/13 — 2014). С 10 ноября 2014 — исполняющий обязанности генерального менеджера «Сараарки» Караганда (Казахстан), затем, до 2016 года, — генеральный менеджер. В конце марта 2015 года — исполняющий обязанности главного тренера клуба. Генеральный менеджер «Дизеля» (2017/18). Главный тренер клуба «Горняк» Рудный (2018/19, до 7 ноября).
Тренер любительского «ДСК» Липецк.

## Семья
Отец Пётр Двуреческий (род. 1945) — футболист, тренер, директор спортшколы, руководитель в Липецкой областной администрации, генеральный секретарь Детской футбольной лиги в течение восьми лет.
Брат Пётр (род. 1977) — футбольный судья.
Сын Никита (род. 1991) — хоккеист.